# Алёшино (Рузский городской округ)
Алёшино — деревня в Рузском районе Московской области, входящая в состав сельского поселения Старорузское. Население — 6 чел. (2010). До 2006 года Алёшино входило в состав Комлевского сельского округа.
Деревня расположена в западной части района, примерно в 8 км к юго-западу от Рузы, по правому берегу реки Пальна, высота центра деревни над уровнем моря 190 м. Ближайшие населённые пункты — Новая в 1 км на северо-восток, Константиново в 1 км на юго-восток и Клементьево в 1,5 км на юг. У восточной окраины деревни проходит региональная автодорога 46К-1101 Можайск — Клементьево — Руза.

## Население
| 2002 | 2006 | 2010 |
| ---- | ---- | ---- |
| 10   | ↘8   | ↘6   |